# Okak
Okak war eine von 1776 bis 1919 bestehende kanadische Gemeinde an der Okak Bay im nördlichen Labrador. Sie wurde 1776 von Jens Haven, einem Missionar der Mährischen Brüder gegründet und diente der Missionierung der dortigen Inuit. Ein Versorgungsschiff der Mährischen Brüder, die Harmony, brachte die Spanische Grippe mit, an der ab Ende 1918 genau 204 der 263 Einwohner starben. Die Siedlung wurde aufgegeben. Sie ist seit 1978 eine Nationale Historische Stätte. 

## Geschichte
1771 erwarben die Mährischen Brüder Land im nördlichen Labrador vom britischen König. Die dortigen Inuit sollten missioniert werden, eine erste Missionsstation entstand 1771 in Nain. 1776 kamen Haven, der ihre Sprache beherrschte, und seine Frau nach Okak, wo sie erneut von 1778 bis 1781 tätig waren. 1782 entstand Hopedale, ebenfalls zum Zweck der Mission. Das Paar verließ 1784 Nordamerika und zog nach Herrnhut, wo Jens Haven 1796 starb.

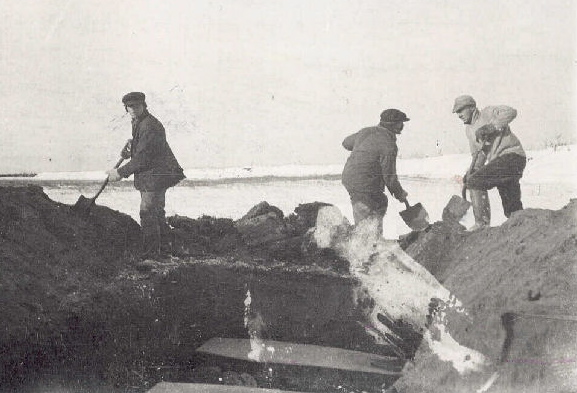
Beerdigung von Opfern der Spanischen Grippe 1918

Nachdem ab dem 4. November 1918, als die Harmony Okak erreichte, die Spanische Grippe etwa 80 % der Bewohner das Leben gekostet hatte – fast nur Frauen und Kinder hatten überlebt –, verkauften die Mährischen Brüder den Handelsposten an die Hudson’s Bay Company. Die Einwohner, die überlebt hatten, waren wenige Tage nach der Katastrophe auf Hundeschlitten nach Hopedale und Nain gebracht worden, wie angenommen wurde. Nach anderen Angaben wurden die Toten von den noch Lebenden in Häusern aufgestapelt, die Hunde, die zu verhungern drohten, und die sich über die Leichen hermachten, wurden erschossen. Es sollen etwa 100 Tiere gewesen sein. Bis Ende Januar gelang es, alle Toten in einem Massengrab zu beerdigen, nachdem mittels Petroleum der Boden aufgetaut worden war; begonnen hatte man am 8. Dezember. Die Überlebenden setzten die Häuser in Flammen und flohen schließlich im Sommer 1919 nach Nain, Hopedale oder Hebron. Insgesamt starben etwa 30 % der Inuit Labradors an der Grippe.
1956 wurden sowohl Okak als auch das ebenso schwer getroffene Hebron endgültig aufgegeben, die Bewohner gezwungen, sich an anderen Orten anzusiedeln.
1978 wurde der ehemalige Ort zur National Historic Site bzw. zum Lieu Historique erklärt. Neben der Missionssiedlung befinden sich dort etwa 60 archäologische Fundplätze, die bis ins 6. Jahrtausend v. Chr. zurückreichen.